# زيكس ماركيز
زيكس ماركيز (ゼクス・マーキス)/ميلياردو بيسكرافت (ミリアルド・ピースクラフト) هو شخصية رئيسية في مسلسل الأنمي التقرير المتنقل الجديد جاندام وينج.
سيِّدُ البرقْ
الاسم:زيكس ماركيز
الاسم الحقيقي: ميلياردو بيسكرافت ( قام الحلفاء بقتل كل عائلة بيسكرافت المساندة لسلام بسبب تأثيرهم الخطير على الرأي العام لكن ميلياردو نجا برفقة أخته ريلينا .. بعد ذلك قرر تغيير اسمه لزيكس ماركيز ليخفي هويته حتى يصبح أكثر استعدادا للانتقام)
العمر:21
لون الشعر:بلاتيني أشقر , لون العينين:أزرق.
الجنسية:أوروبي.
الموطن:الأرض.
الطول:184سم , الوزن:76كغ.
زيكس هو أحد قواد أوز المميزين سبب دخوله أوز كان الانتقام من قواد الحلفاء الذين قتلوا عائلته و ليسترجع حقه في موطنه سانك .... يضع زيكس قناعا أبيضا يغطي نصف وجهه حتى لا يتعرف عليه أحد من الذين قتلوا عائلته لكن في المراحل المتقدمة من المسلسل ينزع القناع و يبدأ باستعمال اسمه الحقيقي ... زيكس طيار متميز و يؤهله ذلك لقيادة التولكيز بعد تدريب لفترة قصيرة مما يجعله طيار الكاندام السادس.
معلومات عن المقاتلة
الاسم:epyon
رقم التصميمz13-ms
الطول:16.3.
الوزن:8.5طن.
الهيكل:كانداميون.
سيف شعاعي.
عصا مارشالية حرارية
المقدرة القتالية:160.
مقدرة التسليح:140.
السرعة:160.
الطاقة:120.
قوة الهيكل:140.
قائد مركبة التولغيس وعندما دمرت أخذ المقاتلة صفر المحدثة وعاد بها إلى الأرض
وبادلها بالمركبة إيبيون

## وصلات خارجية
- زيكس ماركيز على موقع ميوزك برينز (الإنجليزية)